# Poliment
El poliment és una operació mecànica que es realitza a la superfície de materials per canviar-ne el seu aspecte visual, el seu tacte i la seva funcionalitat.

## Poliment de paviments o terres

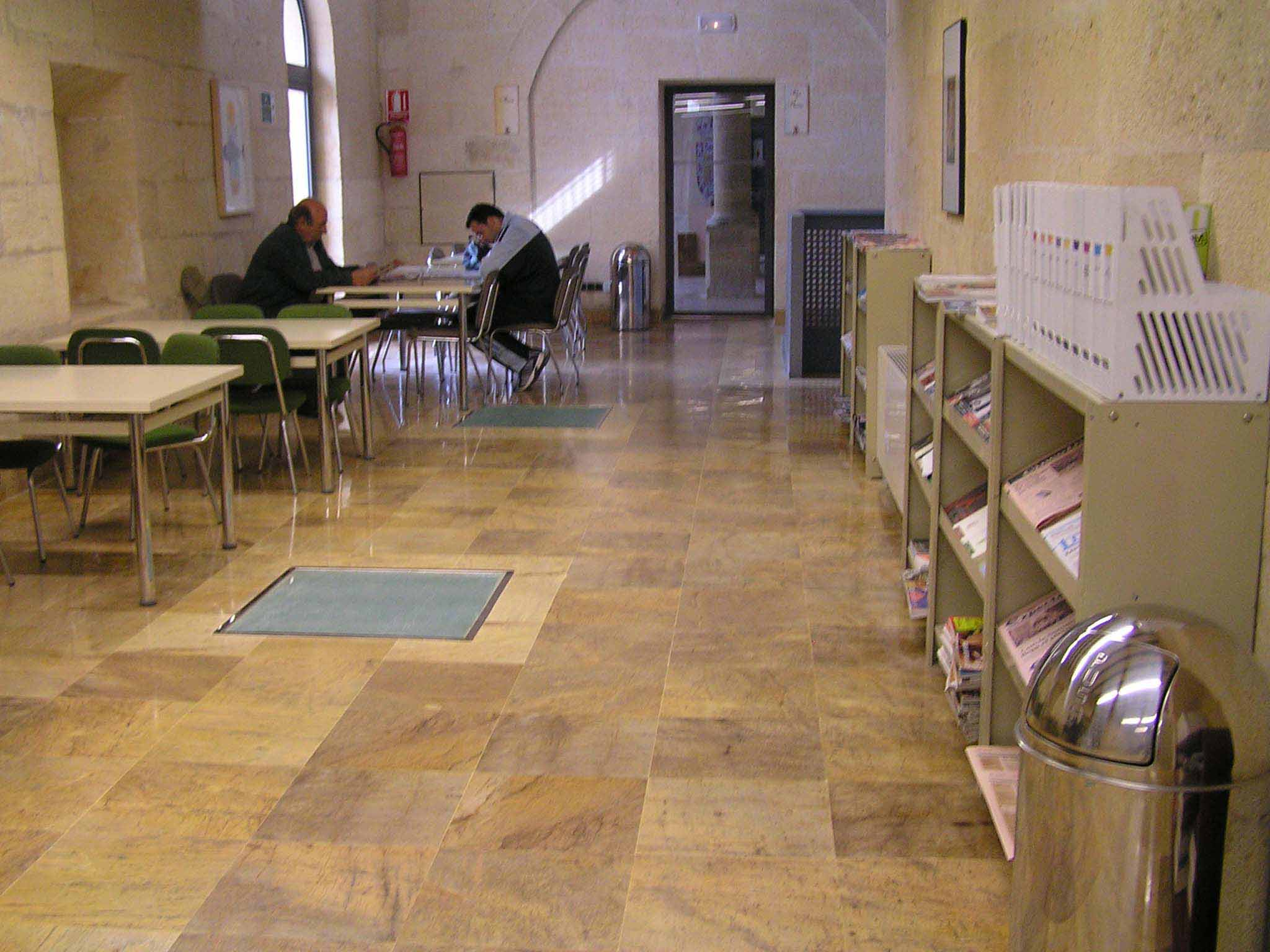
Sòl de marbre poliment d'una biblioteca pública a Espanya

Els paviments que són objecte de poliment són els sòls de terratzo, marbre i granit perquè són pedres calcàries és a dir poroses que si no estan degudament polides les seves superfícies absorbeixen la brutícia i es deterioren amb facilitat en enfosquir-se i perdre el seu color natural. Es poleixen i afinen els paviments nous per igualar les seves juntes eliminant els ressalts ocasionades pel muntatge i també es poleixen els paviments quan el sòl presenta un deteriorament o desgast important.
El poliment de sòls es realitza amb màquines adequades que s'anomenen polidores que utilitzen líquids i material abrasiu de diferents grans, fins a obtenir la textura de poliment i abrillantat adequada.

## Poliment del granit
El granit és una roca ígnia molt compacta amb formació i textura cristal·lina visible. Es compon bàsicament de tres elements: feldespat, quars, mica i alguns altres minerals apatita, magnetita, i esfena. És més dur que el marbre i les calcàries, la qual cosa dificulta molt l'extracció i posterior transformació. Actualment s'utilitzen eines de diamant per a la seva elaboració. S'utilitza principalment en la construcció tant en exteriors com interiors.
Per al poliment del granit s'utilitzen màquines, abrasius i productes químics adequats.
Els discs poden ser diamantats o vitrificats que són fabricats de ceràmica i diamant i que són molt duradors i agressius adequats per contornejar i començar el procés de poliment.

## Poliment de la fusta

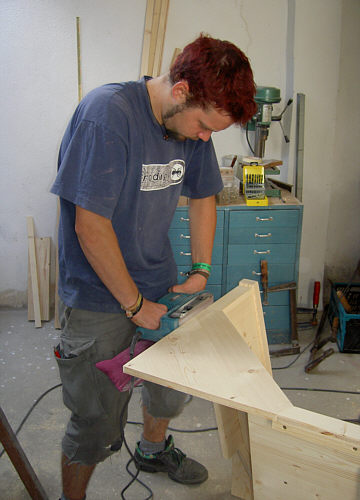
Operari polint fusta

El poliment de la fusta també és conegut com a poliment, i es pot realitzar de forma artesanal o de forma industrial amb màquines adequades conegudes amb el nom de polidora. Per aconseguir un bon acabat d'un treball en fusta, s'han de suavitzar bé les superfícies.
Un producte que s'utilitza per polir la fusta és anomenat paper de vidre, que resulta pólvores en el seu acabat, però elimina la més petita empremta que hagi pogut deixar una eina anteriorment o la mateixa brutícia.
La fusta es poleix quan forma part de paviments i especialment en els mobles així com en la restauració de mobles antics.
Hi ha diferents tipus de papers de vidre:
- Paper abrasiu de vidre, color groc i textura i aspecte arenós.
- Paper de granat, millora acabat i de major durada
- Paper esmeril, per polir metalls;
- Paper de carbur de silici, amb aigua dona un suau acabat a superfícies amb pintura i, sec per al poliment de la fusta.

## Poliment de metalls
El poliment de metalls es realitza generalment per motius decoratius i millorar el tacte, i consisteix a netejar-los bé i abrillantats quan es tracta restaurar articles purs o xapats en or, plata, coure, alumini, níquel, crom i altres metalls i aliatges.
- Per aconseguir un bon poliment, calen l'ús de màquines com ara esmeriladores,  abrillantadores i polidores, tant fixes, com de taula o portàtils, també es pot efectuar el poliment de forma manual amb l'ajuda de paper de vidre per a metalls. A més de les esmentades màquines s'utilitzen dissolvents, àcids i diversos materials abrasius.

- El poliment de metalls pot suposar diversos perills, entre ells, l'exposició a substàncies químiques, accidents en l'ús de les màquines, exposició a soroll i aspectes ergonòmics. Els treballadors que realitzen aquestes tasques han d'observar precaucions de seguretat i utilitzar equips de protecció personal. Els guants, ulleres de seguretat i caretes protectores protegeixen les mans, ulls i l'absorció de partícules de pols. Es poden utilitzar cremes barrera per a protegir la pell exposada contra l'absorció de substàncies químiques o metalls.

- Les substàncies químiques utilitzades per polir metalls poden ser inflamables i perilloses. Abans del seu ús haurà de consultar el full de dades de seguretat de materials (MSDS) de cada substància química. Aquestes substàncies han d'usar-se en àrees dotades de bona ventilació, sense fums ni fonts de flames.

- Mantenir net el lloc de treball és important, l'excés de partícules de pols suspeses en l'aire pot crear un risc d'explosió. Els treballadors han de canviar els materials de neteja i aspiradores en canviar de metalls, la barreja de pols de diferents metalls pot ser explosiva. Les eines, polidores i roba han de netejar amb freqüència i canviar-se abans de començar a treballar amb un metall diferent.

- El brunyiment de la plata és una tècnica de treball d'aquest metall que es va iniciar en l'època del Virregnat del Perú i que s'obté mitjançant una delicada tasca, fregant amb draps fins a obtenir una brillantor notable i uniforme. Aquest tipus de treball antigament era elaborat per mans de dones. En l'actualitat, el brunyiment es realitza mitjançant polidores mecàniques.[cal citació]

## Electropoliment
El poliment de joies i especialment les peces d'acer inoxidable es realitzen mitjançant la tècnica d'electropoliment que és un tractament superficial que actua mitjançant tècnica electrolítica, on el metall a polir actua com ànode dins de la cel·la electrolítica dissolent totes les seves arestes superficials aconseguint un poliment de gran bellesa i qualitat. Simultàniament i amb les condicions adequades de temperatura i d'intensitat de corrent es produeix l'abrillantament de les joies.
A part del poliment i abrillantat de joies l'electropoliment resulta molt eficaç en l'acer inoxidable a causa de la composició química de l'acer inoxidable, aconseguint unes superfícies extraordinàriament fines i brillants i més endurides, aptes per a la fabricació de material sanitari per absència total de ratllades que impedeixen l'acumulació de substàncies nocives en aquestes.